# Gerardo Diego

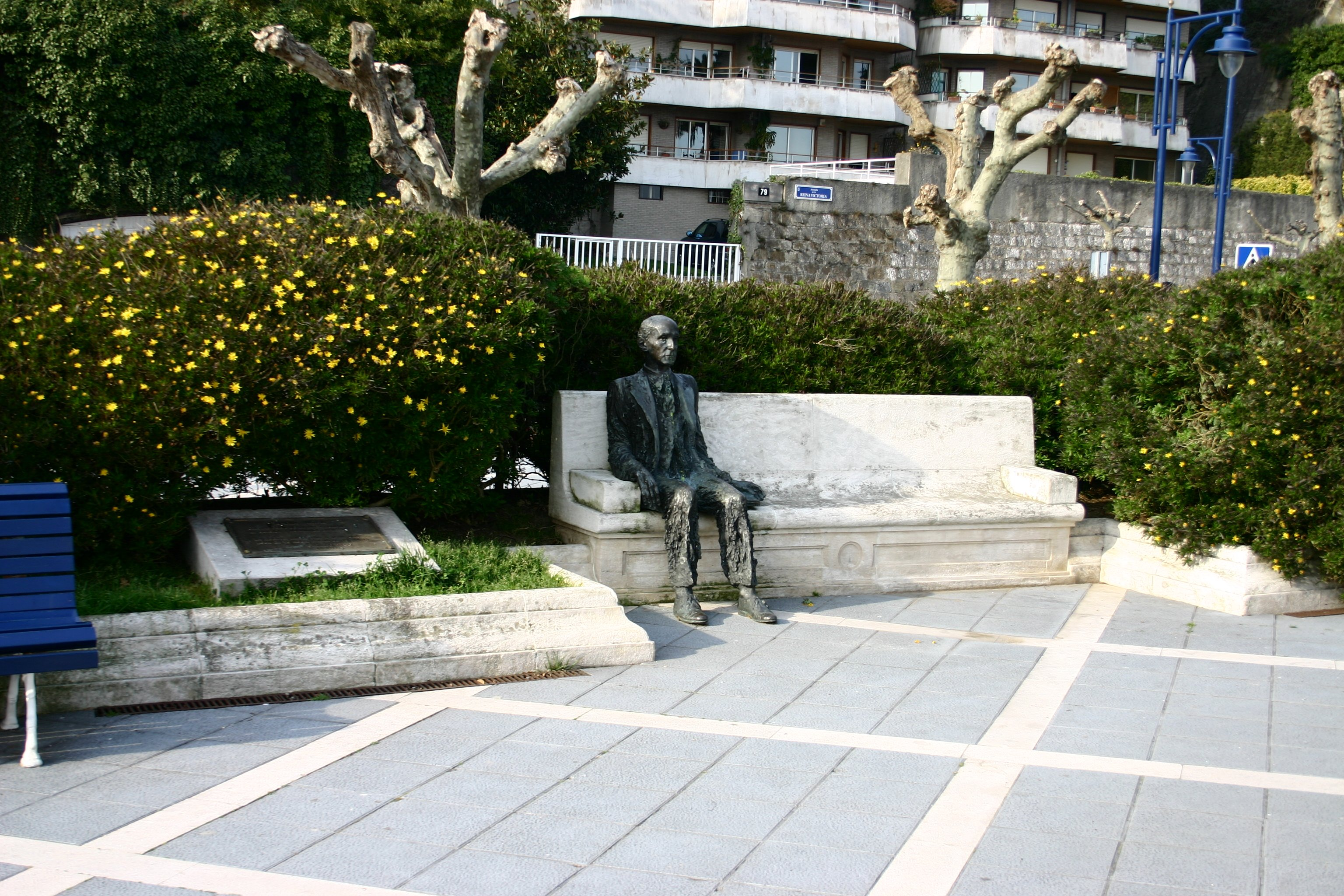
Staty av Gerardo Diego i Santander

Gerardo Diego Cendoya född 3 oktober 1896 i Santander i Kantabrien, död 8 juli 1987 i Madrid, var en spansk författare och översättare. På svenska är han representerad i ett par antologier.

## Liv och verk
Diego undervisade till att börja med i litteratur. Han tillhörde inflytelserika Generation 27 och skiftade mellan traditionell och avantgardistisk diktning. Som översättare översatte han Juan Larreas dikter från franska till spanska. Han var även musikforskare och pianist.